# Indicadors (ocells)
Els indicadors són els ocells que formen la família dels indicatòrids (Indicatoridae), a l'ordre dels Piciformes. Es distribueixen per l'àrea tropical del Vell Món, amb una major concentració d'espècies en Àfrica i únicament dues a l'Àsia.

## Morfologia
La major part dels indicadors tenen el plomatge de colors apagats, encara que uns pocs el tenen d'un groc brillant. La part més cridanera del plomatge solen ser les plomes exteriors de la cua, blanques a totes les espècies d'Àfrica.

## Ecologia
Es compten entre els pocs ocells que s'alimenten regularment de cera d'abella, almenys la major part de les espècies, i possiblement la secreció cerosa dels insectes, el gènere Prodotiscus i, en menor mesura, Melignomon i les espècies més petites d'Indicator. També s'alimenten de les larves i erugues de Galleria mellonella, en les colònies d'abelles, i tant en vol com en terra insectes, aranyes i, ocasionalment, fruites.
Els indicadors són coneguts per un sorprenent comportament que s'ha observat en una o dues espècies: guia els éssers humans, i possiblement altres mamífers de gran mida (com el ratel) cap a colònies d'abelles. Una vegada que els mamífers obren el rusc i prenen la mel, l'au s'alimenta de la cera i les larves. Aquest comportament s'ha estudiat bé en Indicator indicator, algunes autoritats afirmen que també ho fa Indicator variegatus, mentre que altres no hi estan d'acord.
Encara que la major part dels membres de la família no són coneguts per reclutar "seguidors" en la recerca de la cera, es coneixen com a "indicadors" per extrapolació lingüística.
Es coneix el comportament de cria de vuit espècies dels gèneres Indicator i Prodotiscus. Tots són paràsits de cria i ponen els ous al niu d'una altra espècie. Ponen uns cinc a set ous en un període d'uns cinc dies. Freqüentment parasiten aus que fan la posta en forats, com ara els seus parents els pícids o els barbuts, però Prodotiscus parasita aus que nidifiquen a les branques dels arbres com ara els zostèrops i les boscarles. S'ha vist als pollets d'indicadors expulsar físicament els pollets del seu amfitrió des del niu. Tenen ganxos al bec amb els quals punxen els ous de l'hoste o en maten les cries.

## Taxonomia
Segons la classificació del Congrés Ornitològic Internacional (versió 2.6, 2010), aquesta família està formada per quatre gèneres amb 17 espècies:
- Gènere Prodotiscus, amb tres espècies.
- Gènere Melignomon, amb dues espècies.
- Gènere Indicator, amb 11 espècies.
- Gènere Melichneutes, amb una espècie: indicador de la mel cua de lira (Melichneutes robustus).